# ایرنا لاسکوفسکا
ایرنا لاسکوفسکا (لهستانی: Irena Laskowska؛ زادهٔ ۱۵ مارس ۱۹۲۵) بازیگر اهل لهستان است.
از فیلم‌های او می‌توان به سرنوشت‌های لهستانی، چهل‌ساله، همه‌چیز برای فروش، آخرین روز تابستان و پورنوگرافی اشاره کرد.